# Sprich mit ihr
Sprich mit ihr (Originaltitel: Hable con ella) ist ein spanisches Film-Drama aus dem Jahr 2002. Pedro Almodóvar führte Regie und schrieb das Drehbuch, die Hauptrollen spielten Javier Cámara und Darío Grandinetti.

## Handlung

### Benigno und Alicia
Der Spanier Benigno kümmert sich 15 Jahre lang um seine psychisch kranke Mutter, mit seinem schwedischen Vater hat er schon lange keinen Kontakt mehr. Er wohnt gemeinsam mit seiner Mutter gegenüber einer Ballettschule. Wenn er aus dem Fenster sieht, kann er den Schülerinnen beim Tanzen zusehen. In eine dieser Schülerinnen, Alicia, verliebt er sich. Diese, die Tochter eines Psychiaters, weiß nichts von seiner Liebe. Um näher an sie heranzukommen, geht Benigno in die psychologische Sprechstunde ihres Vaters.
Als Benigno Alicia nach dem Tod seiner Mutter besuchen will, erfährt er, dass diese durch einen Verkehrsunfall im Wachkoma liegt. Benigno, der als Krankenpfleger tätig ist, wird von Alicias Vater engagiert, sich um sie zu kümmern, was für ihn, wie er selbst sagt, die schönste Zeit seines Lebens ist.

### Marco und Lydia
Der Argentinier Marco Zuluaga ist als Journalist in Spanien tätig. Nachdem er die Torera Lydia im Fernsehen gesehen hat, will er einen Artikel über sie schreiben und lernt sie dadurch kennen. Zwischen Marco und Lydia entwickelt sich eine Liebesbeziehung. Beiden hilft dieser Kontakt, ihre vorherigen Liebesbeziehungen zu verarbeiten.
Einige Monate später steht für Lydia ein Stierkampf an, bei dem sie schwer verletzt wird und ins Koma fällt. Im Krankenhaus freundet sich Marco mit Benigno an und erfährt, dass dieser sich schon seit vier Jahren liebevoll um Alicia kümmert, sie unter anderem frisiert und mit ihr spricht. Da Marco Schwierigkeiten hat, mit Lydia in emotionalem Kontakt zu bleiben, rät ihm Benigno, ebenfalls mit Lydia zu sprechen. Kurz bevor Marco in der Lage ist, sich gegenüber Lydia zu öffnen, erfährt er von Lydias ehemaligem Geliebten Niño, dass dieser und Lydia sich kurz vor ihrem letzten Stierkampf versöhnt haben. Marco ist enttäuscht und reist nach Jordanien, um dort an einem Reiseführer zu arbeiten.

### Marco und Benigno
In Jordanien liest Marco in der Zeitung von Lydias Tod und ruft im Krankenhaus an, um Näheres darüber zu erfahren. Dabei wird ihm gesagt, Benigno arbeite nicht mehr im Krankenhaus, Alicia sei schwanger. Benigno werde vorgeworfen, er habe Alicia missbraucht, er sitze nun im Gefängnis.
Marco fährt nach Spanien zurück, besucht Benigno im Gefängnis und zieht in dessen Wohnung ein, die mit lauter Dingen eingerichtet ist, die an Alicia erinnern. Benigno möchte wissen, wie es Alicia geht und ob das Kind geboren wurde. Marco findet heraus, dass Alicia eine Totgeburt hatte, dabei allerdings aus dem Koma erwacht und nun mit ihrer Rehabilitation beschäftigt ist. Er will Benigno davon berichten, dessen Anwalt rät jedoch davon ab.
Am nächsten Morgen erhält Marco eine Nachricht, in der Benigno ankündigt, er wolle „aus dem Gefängnis fliehen“, indem er sich selbst durch die Einnahme von Tabletten ins Koma versetzt, um auf diese Weise immer bei Alicia sein zu können. Sofort fährt Marco zum Gefängnis, um ihm mitzuteilen, dass Alicia erwacht ist. Allerdings ist Benigno bei seiner Ankunft bereits tot.

### Marco und Alicia
Marco trifft im Theater auf Alicia, die von ihrer Ballettlehrerin Katerina Bilova begleitet wird. Zwischen beiden bahnt sich eine neue Liebesbeziehung an.

## Hintergründe
Der Film kam am 15. März 2002 in die spanischen Kinos, wo er am Start-Wochenende über eine Million Euro einspielte. Insgesamt betrug das Einspielergebnis in Spanien über 6,2 Millionen Euro. Zwischen März und Oktober 2002 startete der Film in anderen europäischen Ländern. In Italien spielte er 5,69 Millionen Euro, in Deutschland 2,32 Millionen Euro und in Frankreich 8,6 Millionen Euro ein. In den USA, wo der Film am 22. November 2002 anlief, spielte er 9,2 Millionen US-Dollar ein. Mit einem gesamten Einspielergebnis von 51 Millionen US-Dollar gilt Sprich mit ihr als kommerziell erfolgreich.
Der Film beginnt in einem Theater mit der Aufführung des Tanztheaterstücks Café Müller von Pina Bausch und endet mit dem Stück Masurca Fogo.

## Soundtrack
1. Sabana Santa
2. Hable con ella
3. Cucurrucucú paloma
4. El grito
5. Por toda a minha vida
6. La mesita de noche
7. Jordania
8. El amante menguante
9. María Santísima de Araceli
10. La noche y el viento
11. Trincheras / Decadance
12. Habitacion de Alicia
13. A Portagayola
14. La discusion viaja en coche
15. Alicia vive
16. Los olivos
17. Amanecer agitato
18. Soy Marco
19. Raquel
20. The Plaint: O Let Me Weep, for Ever Weep

## Kritiken
- „Nach dem weltweit preisgekrönten ‚Alles über meine Mutter‘ hat er wiederum ein sensibles, ergreifendes und auch kühnes Werk geschaffen. Von der Kritik hochgelobt, sollte dieses psychologisch mitreißende Drama um Liebe, Tod und Einsamkeit besonders bei Anhängern des europäischen Kopfkinos gut ankommen.“ (VideoWoche)

- „Dieser zärtliche und wahnsinnige Film ist nach dem mit einem Oscar und den höchsten internationalen Preisen ausgezeichneten ‚Alles über meine Mutter‘ (1999) das neue Meisterstück eines wilden, melodramatischen, luziden Filmemachers, bei dem sogar Geraldine Chaplin in einer prägnanten Nebenrolle großartig ist.“ (Blickpunkt: Film)

## Auszeichnungen
Der Film war äußerst erfolgreich und wurde mit vielen Filmpreisen ausgezeichnet. Sprich mit ihr gewann 2003 einen Oscar in der Kategorie Bestes Originaldrehbuch und Almodóvar war für die Sparte Beste Regie nominiert, konnte sich jedoch nicht gegen Roman Polańskis Der Pianist durchsetzen. Mit dem Golden Globe wurde der Film in der Kategorie Bester fremdsprachiger Film ausgezeichnet. Den British Academy Film Award gewann er als Bester nicht englischsprachiger Film und für das Beste Drehbuch. Satellite Awards erhielt der Film in den Kategorien Bester fremdsprachiger Film und Bestes Original-Drehbuch. Almodóvar wurde zudem für die Beste Regie nominiert.
Bei der Verleihung des Europäischen Filmpreises 2002 galt Sprich mit ihr als der große Gewinner, da sich der Film in den Schlüsselkategorien Bester Film, Beste Regie und Bestes Drehbuch sowie bei den Publikumspreisen für Regie und Darsteller (Javier Cámara) durchsetzen konnte. Javier Cámara war auch für den regulären Preis als Bester Darsteller nominiert, musste sich aber dem Italiener Sergio Castellitto geschlagen geben, der für seine Darstellung in den beiden Filmen Bella Martha und L’ora di religione geehrt wurde. Ebenfalls war Javier Aguirresarobe als Bester Kameramann nominiert.
Der Film gewann den César als Bester europäischer Film, die Auszeichnung des Syndicat Français de la Critique de Cinéma als Bester ausländischer Film, den Böhmischen Löwen als Bester fremdsprachiger Film, den National-Board-of-Review-Award in der Kategorie Bester fremdsprachiger Film und war in derselben Kategorie für den Guldbagge und den Premi David di Donatello nominiert.
Den Goya, den wichtigsten spanischen Filmpreis, erhielt Sprich mit ihr einmal, für die Beste Filmmusik. Dabei war der Film in sechs weiteren Kategorien, darunter Bester Film und Beste Regie, nominiert.
Die Deutsche Film- und Medienbewertung FBW in Wiesbaden verlieh dem Film das Prädikat besonders wertvoll. 2005 wurde Sprich mit ihr in die Time-Auswahl der besten 100 Filme von 1923 bis 2005 gewählt. 2016 belegte der Film bei einer Umfrage der BBC zu den 100 bedeutendsten Filmen des 21. Jahrhunderts den 28. Platz.